# Svínafell (kulle i Island, Norðurland vestra, lat 65,09, long -19,90)
Svínafell är en kulle i republiken Island. Den ligger i regionen Norðurland vestra, 140 km nordost om huvudstaden Reykjavík. Toppen på Svínafell är 711 meter över havet.
Trakten runt Svínafell är nära nog obefolkad, med mindre än två invånare per kvadratkilometer. Det finns inga samhällen i närheten. Trakten runt Svínafell består i huvudsak av gräsmarker.